# Dolichopeza perdita
Dolichopeza perdita är en tvåvingeart som beskrevs av Alexander 1932. Dolichopeza perdita ingår i släktet Dolichopeza och familjen storharkrankar. Inga underarter finns listade i Catalogue of Life.